# Gipsberg (Ronnenberg)
Der Gipsberg ist eine 90 m ü. NHN hohe Erhebung in Ronnenberg in der Region Hannover in Niedersachsen.

## Lage
Der durch eine Salzaufwölbung entstandene Gipsberg liegt im Süden des Stadtteils Ronnenberg. Südsüdwestlich benachbart ist der Bettenser Berg im Stadtteil Weetzen. Zusammen bilden Bettenser Berg und Gipsberg einen Höhenzug.

## Nutzung
Die Bundesstraße 217 führt über den östlichen Bereich des Gipsberges. Der Gipfel des Gipsberges liegt auf Privatgrundstücken in der Straße Auf dem Gipsberg. Um die vom Ortskern Ronnenbergs am Gipfelbereich vorbei zur Bundesstraße führenden Straße Mühlenrär wurde ein Wohngebiet entwickelt. Hier fanden sich bis in die 1970er Jahre die Reste einer Windmühle. Südwestlich davon liegt die Streusiedlung Felsenburg.
Der Bereich des Gipsbergs außerhalb der Wohnbebauung wird als Teil der Calenberger Lößbörde landwirtschaftlich genutzt.

## Sehenswürdigkeiten
Auf dem nördlichen Ausläufer des Gipsberges finden sich im Ortskern von Ronnenberg zahlreiche Baudenkmale im Bereich Am Kirchhofe um die Michaeliskirche und um die Kreuzung Kirchtor/Mühlenrär – Am Weingarten/Hinter dem Dorfe.
Siehe auch die Liste der Baudenkmale in Ronnenberg

## Trivia
Die Reste des 1975 abgesoffenen Kalibergwerks in Ronnenberg liegen etwa 500 Meter westlich des Gipsberges. Seit die dortige Abraumhalde teilweise abgetragen wurde, um mit dem Material Abbauhohlräume in der Schachtanlage Asse zu verfüllen, ist der Gipsberg wieder die höchste Erhebung des Stadtteils Ronnenberg.